# Hynes Convention Center (MBTA-Station)
Hynes Convention Center ist der Name einer unterirdischen Light-rail-Station der Massachusetts Bay Transportation Authority (MBTA) im Bostoner Stadtteil Back Bay im Bundesstaat Massachusetts der Vereinigten Staaten. Sie bietet am namensgebenden Hynes Convention Center Zugang zu den Zweigen B, C und D der U-Straßenbahn Green Line.

## Geschichte
Die Station wurde am 3. Oktober 1914 unter der Bezeichnung Massachusetts als Teil des Boylston Street Subway, einer Erweiterung des Tremont Street Subway, eröffnet. 1965 wurde die Station in Auditorium und 1990 schließlich in Hynes Convention Center/ICA umbenannt. Nachdem das Institute of Contemporary Art (ICA) im November 2006 von der nahegelegenen Boylston Street in neue Räumlichkeiten umgezogen war, wurde die Ergänzung „ICA“ von allen Schildern der Station entfernt.

## Bahnanlagen

### Gleis-, Signal- und Sicherungsanlagen
Der U-Bahnhof verfügt über zwei Gleise, die über zwei Seitenbahnsteige zugänglich sind.

### Gebäude
Der U-Bahnhof befindet sich an der Adresse 100 Massachusetts Avenue at 360 Newbury Street und ist nicht barrierefrei zugänglich, da sie eine der letzten noch nicht renovierten Stationen des MBTA-Netzes ist.
Der östliche Ausgang an der Boylston Street ist üblicherweise geschlossen. Eine Ausnahme bildet der Patriots’ Day, an dem der Ausgang geöffnet wird, um zusätzliche Kapazitäten für Teilnehmer und Besucher des Boston Marathon bereitzustellen.

## Umfeld
An der Station besteht eine Anbindung an drei Buslinien der MBTA. In der unmittelbaren Umgebung befinden sich das – ebenfalls über die Stationen Prudential der Green Line E bzw. Back Bay der Orange Line erreichbare – Prudential Center, das Hynes Convention Center, das Berklee College of Music, das Boston Conservatory und das Boston Architectural College. In der benachbarten Newbury Street bieten sich zudem viele Einkaufsmöglichkeiten an.